# М'яч і поле
М'яч і поле (груз. ბურთი და მოედანი) — спортивно-комедійний короткометражний фільм 1961 року режисера Гугулі Мгеладзе. За мотивами оповідання Е. Бердзенішвілі «Вболівальник».

## Сюжет
Має відбутися футбольний матч між «Динамівськими» командами. Завзятий уболівальник бухгалтер Кучкучі (Іполит Хвічія) просить телефоном свого приятеля з Тбілісі надіслати йому телеграму, що теща померла і треба терміново виїхати на похорон. Отримавши телеграму, Кучкучі їде на стадіон. Тут унаслідок кумедного випадку він опиняється без квитка. Приєднавшись до бігунів-марафонців, Кучкучі все ж вдається потрапити на стадіон. У цей час його товариші по службі бачать по телевізору, що бухгалтер сидить на стадіоні, замість того щоб ховати тещу. Через кілька днів Кучкучі викликають на товариський суд. Однак на суді зібралися одні завзяті вболівальники. І щойно пролунали позивні, усі присутні кинулися в сусідню кімнату до телевізора. Кучкучі, залишившись один, марно намагається через скляні двері побачити трансляцію матчу. Двері раптово розкриваються, і Кучкучі падає в кімнату, де знаходиться телевізор.

## У ролях
- Іпполіт Хвичія — Кучкучі
- Вахтанг Нінуа — Геронтій
- Грігол Талаквадзе — Зосіме
- Давид Абашидзе — Гідеон
- Отар Зауташвілі — Георгій
- Іраклій Ніжарадзе — Самсон